# Талас (позоришна представа)
Талас је позоришна представа коју је режирао и адаптирао Предраг Стојменовић. Премијерно је приказана 21. марта 2018. у позоришту ДАДОВ чиме је обележено 60 година рада ДАДОВ-а.
Комад је заснован на основу истоименог филма, односно на основу школског експеримента, који је у САД спровео професор Рон Џоунс.
Представа говори о колективизму, манипулацији појединца и карактеру припадности и укључивања у различите групе.
Поред извођења у Београду, представа је гостовала у Новом Саду у оквиру фестивала УПАД.

## Радња
Немоћан да објасни ученицима како су Немци пристали на нацизам, професор Рон Џоунс је одлучио да у пет школских дана заједно са њима симулира настанак таквог уређења друштва. У почетку скептични да икада могу бити изманипулисани и увучени у организацију са одликама фашизма, ученици су из дана у дан све више заборављали да се ради о игри и бивали одушевљени догађајима у учионици.
Задовољни што имају нешто што их заокупља изван школе, не схватајући да су фигуре у експерименту а понети заједништвом, ученици су догађаје из учионице преносили у стваран живот стварањем покрета „Талас”.

## Улоге
| Лица | Глумци                |
| ---- | --------------------- |
|      | Тамара Младеновић     |
|      | Маја Шумоња           |
|      | Ида Урошевић          |
|      | Никола Брун           |
|      | Вања Шевић            |
|      | Илија Марковић        |
|      | Ђорђе Мишина          |
|      | Матеа Трифуновић      |
|      | Теодора Гавриловић    |
|      | Христина Татић        |
|      | Тамара Ињац           |
|      | Мина Вујичић          |
|      | Нина Недић            |
|      | Оља Николић           |
|      | Влада Папрић          |
|      | Наташа Ђурић          |
|      | Будимир Стошић        |
|      | Јанко Ковачевић       |
|      | Николина Кокунешовски |
|      | Огњен Иванов          |
|      | Петар Кокиновић       |